# Habitatge a la rambla Doctor Pearson, 8 (Tremp)
L'Habitatge a la rambla Doctor Pearson, 8 és un edifici de Tremp (Pallars Jussà) protegit com a Bé Cultural d'Interès Local.

## Descripció
Es tracta d'un edifici entre mitgeres situat al nucli urbà de Tremp, concretament a la Rambla del Doctor Pearson, via adjacent a l'antic nucli emmurallat.
L'edifici consta d'una construcció d'estil noucentista, bastida a principis del segle xx, amb quatre nivells d'alçat, planta baixa, dues plantes i terrat.
La façana destaca per una composició simètrica que ve marcada per les faixes verticals estriades a mode de pilastres i la distribució de les obertures amb elements classicistes. Els frontons triangulars són un element recurrent en la primera planta així com en el portal d'accés. Es repeteixen també altres elements classicistes com poden ser les mènsules o l'entaulament superior.
En aquesta mateixa línia cal mencionar les balconades de fàbrica del primer ras, la central amb balustrada i dues columnes d'ordre dòric.
Tota la façana culmina amb una barana balustrada, amb la part central tapiada i amb un frontó triangular.